# Kotu
El grupo Kotu, o también grupo Lulunga, es un grupo de islas al suroeste del grupo Ha'apai, entre el grupo Nomuka y el Lifuka, en el reino de Tonga.
Son islas bajas y pequeñas, de menos de 2 km², y tan sólo seis de ellas están habitadas. Administrativamente forman el distrito de Lulunga en la división de Ha'apai. Aunque el grupo recibe el nombre de la isla Kotu, la más grande y poblada es Ha'afeva.
- Fonuaika (20°07′S 174°42′O / -20.117, -174.700) es la más meridional del grupo, situada a 14 km al norte de Nomuka.
- Tokulu es un banco de arena de 1,5 m de altitud, situado a 8 km al oeste de Fonuaika.
- 'O'ua (20°02′S 174°41′O / -20.033, -174.683) está a 7 km al norte de Fonuaika. Tiene una población de 178 habitantes (censo de 1996) y una superficie de 0,98 km².
- Nukulai está separada de los arrecifes de 'O'ua por un canal de 600 m de ancho.
- Lekeleka (20°04′S 174°37′O / -20.067, -174.617) está a 6 km al este de 'O'ua.
- Tungua (20°01′S 175°46′O / -20.017, -175.767 se encuentra a 6 km al oeste de 'O'ua. Tiene una población de 282 habitantes (censo de 1996) y una superficie de 1,53 km².
- Kito es una isla pequeña y boscosa situada a 2 km al noroeste de Tungua.
- Foua (20°00′S 174°44′O / -20.000, -174.733.) es una isla pequeña y rocosa de 9 m de altitud situada a 1,5 km al noreste de Tungua.
- Kotu (19°57′S 174°48′O / -19.950, -174.800) es la isla más occidental del grupo, a 6 km al oeste de Tungua. La costa meridional es escarpada y tiene 15 metros de alto, y la costa septentrional es baja y arenosa. Tiene 222 habitantes (censo de 1996) y una superficie de 0,34 km².
- Putuputua, la más septentrional del grupo, es un banco de arena de 3,7 m de altitud situado a 5 km al noreste de Kotu.
- Ha'afeva (19°57′S 174°43′O / -19.950, -174.717) es la isla principal del grupo, situada a 7 km al este de Kotu. Tiene una población de 313 habitantes (censo de 1996) y una superficie de 1,81 km².
- Matuku (19°57′S 174°45′O / -19.950, -174.750) es una isla de 0,34 km² y una població de 149 habitantes (censo de 1996) situada entre Ha'afeva y Kotu.
- Limu (20°01′S 174°27′O / -20.017, -174.450) es una pequeña isla boscosa a 14 km al este de Lekaleka.
- Uanukuhihifu (19°58′S 174°30′O / -19.967, -174.500).
- Tofonga (19°57′S 174°28′O / -19.950, -174.467).

- Datos: Q1119876